# Karl-Heinz Lambertz
Karl-Heinz Lambertz (Schoppen, Belgium, 1952. június 4. –) jogász, politikus. 1999 és 2014 között Belgium német nyelvközösségének miniszterelnöke volt. Köztudott róla, hogy politikai céljai közé tartozik az Eupen környékén lakó mintegy 70 ezres német közösség kiválása Vallóniából, hogy Belgium önálló régióját alkossa. Nős, felesége magyar származású, két gyermekük van, akikkel Eupenben élnek. 2008. július 17-én egyike volt annak a három tapasztalt politikusnak, akiket II. Albert belga király felkért, hogy megvizsgálják az elhúzódó belga alkotmányos válságból kivezető alkotmányos reformmegbeszélések lehetőségét.

## Szakmai karrier
- 1976–1980: a Leuveni Katolikus Egyetem (UCL) jogi fakultásának asszisztense
- 1980–1981: a szervezeti reformok miniszterének tanácsadója / az AG AEROTECH igazgatóhelyettese
- 1981–1990: A SRIW vallon regionális befektetési társaság tanácsadója
- 1988 óta: a Leuveni Katolikus Egyetem (UCL) jogi fakultásának előadója (témája a német jogi terminológia)

## Politikai pályafutása
Politikai pályafutását a belgiumi Német Nyelvű Ifjúság Tanácsában (RDJ) kezdte, melynek 1975–1980 között elnöke volt. 1975–1981 között tagja volt a törvények és rendeletek hivatalos német fordításáért felelős bizottságnak.
1981 óta tagja a belgiumi német nyelvű közösség parlamentjének, 1990-ig a szocialista frakció vezetője, emellett 1984–1990 között a német közösség szocialista pártszervezetének elnöke is volt. 1986 óta tagja a belga Szocialista Párt elnökségének.
1990 óta tagja a német nyelvű közösség kormányának. 1990–1995 között a keresztényszocialistákkal és liberálisokkal alkotott koalíciós kormányban a média, a felnőttoktatás, a fogyatékkal élők, a szociális támogatások és a szakképzés ügyeiért felelt, 1995–1999 között a keresztényszocialisták és szocialisták koalíciós kormányában az ifjúság, a képzés, a média és a szociális ügyek minisztere volt. Eközben 1995–1997 között városi önkormányzati képviselő volt Eupenben, a német közösség fővárosában.
1999 óta a belgiumi német nyelvű közösség miniszterelnöke, 2004-ig egyúttal a fogyatékkal élők, a média és a sport ügyeiért, míg 2004 óta a helyi önkormányzatokért felelős miniszter is.
Lambertz aktív szereplője az európai politikának is. Tagja a Régiók Bizottságának, ahol hosszú ideig az Európai Szocialisták Pártja (PES) frakcióvezető-helyettese volt, majd 2011. június 30-án a frakció vezetőjévé választották. Szintén tagja az Európa Tanács Helyi és Regionális Önkormányzatok Kongresszusának (CLRAE), ahol a Kulturális és Oktatási Bizottság elnöke.